# قاي سيبيل
قاي سيبيل (بالفرنسية: Guy Sibille) هو دراج فرنسي، ولد في 25 أغسطس 1948 في مارسيليا في فرنسا.

## وصلات خارجية
- قاي سيبيل على موقع أرشيف الدراجات (الإنجليزية)
- قاي سيبيل على موقع إحصائيات الدراجات الإحترافية (الإنجليزية)
- قاي سيبيل على موقع CycleBase (الإنجليزية)
- قاي سيبيل على موقع أوليمبيديا (الإنجليزية)